# Saccoron
Der Saccoron war ein im Herzogtum Modena vor allem als Getreidemaß benutztes Volumenmaß. Nachdem 1849  metrische Maße eingeführt worden waren, wurde es neben diesen noch eine Zeit lang geduldet. 
- 1 Saccoron = 2 Stajo = 8 Quarti = 126 1/2 Liter